# Santa Maria in Montesanto (titolo cardinalizio)
Santa Maria in Montesanto (in latino Titulus Sanctae Mariae in Monte Sancto) è un titolo cardinalizio istituito da papa Francesco il 30 settembre 2023. Il titolo insiste sulla Basilica di Santa Maria in Montesanto.
Dal 30 settembre 2023 il primo titolare è il cardinale Protase Rugambwa, arcivescovo metropolita di Tabora.

## Titolari
- Protase Rugambwa, dal 30 settembre 2023